# Johan Romeu
Johan Romeu (Lugo, ... – ...; fl. XIII secolo) è stato un cavaliere e poeta galiziano, attivo nel secondo terzo del XIII secolo.
È autore di una cantiga de escarnio in merito a una pedanteria di Lopo Liãns. 